# Diversidad sexual en Croacia
A pesar de los grandes avances en materia LGBT, aún hoy, las personas lesbianas, gais, bisexuales y transgénero encuentran obstáculos legales y sociales ya resueltos en otros países de la Unión Europea. Las parejas del mismo sexo sufren un trato discriminatorio al no poder acceder a las mismas protecciones legales que las parejas de distinto sexo.
De acuerdo al informe anual de ILGA sobre la situación de los Derechos Humanos de las personas LGBT en Europa, en 2013 los derechos LGBT en Croacia se clasificaban los 13.º frente a un total de 49 países.

## Historia
No existen registros sobre el tratamiento de la homosexualidad en el Reino de Croacia entre los años 925 y 1102. El Código Penal del 27 de mayo de 1852 del Reino de Croacia-Habsburgo, el primero en croata, no penaba la homosexualidad. Sin embargo, en el borrador del nuevo código penal de 1879 del Reino de Croacia-Eslavonia la homosexualidad masculina era sancionada con hasta cinco años de prisión, aunque el borrador nunca fue adoptado.
Durante la Segunda Guerra Mundial, las personas LGBT fueron víctimas del Holocausto, aunque no existen documentos del área del Estado Independiente de Croacia donde no había legislación específica en contra de los homosexuales. Sin embargo, los partisanos yugoslavos emitieron varias sentencias de muerte durante la guerra contra los partisanos cuya homosexualidad se revelaba.

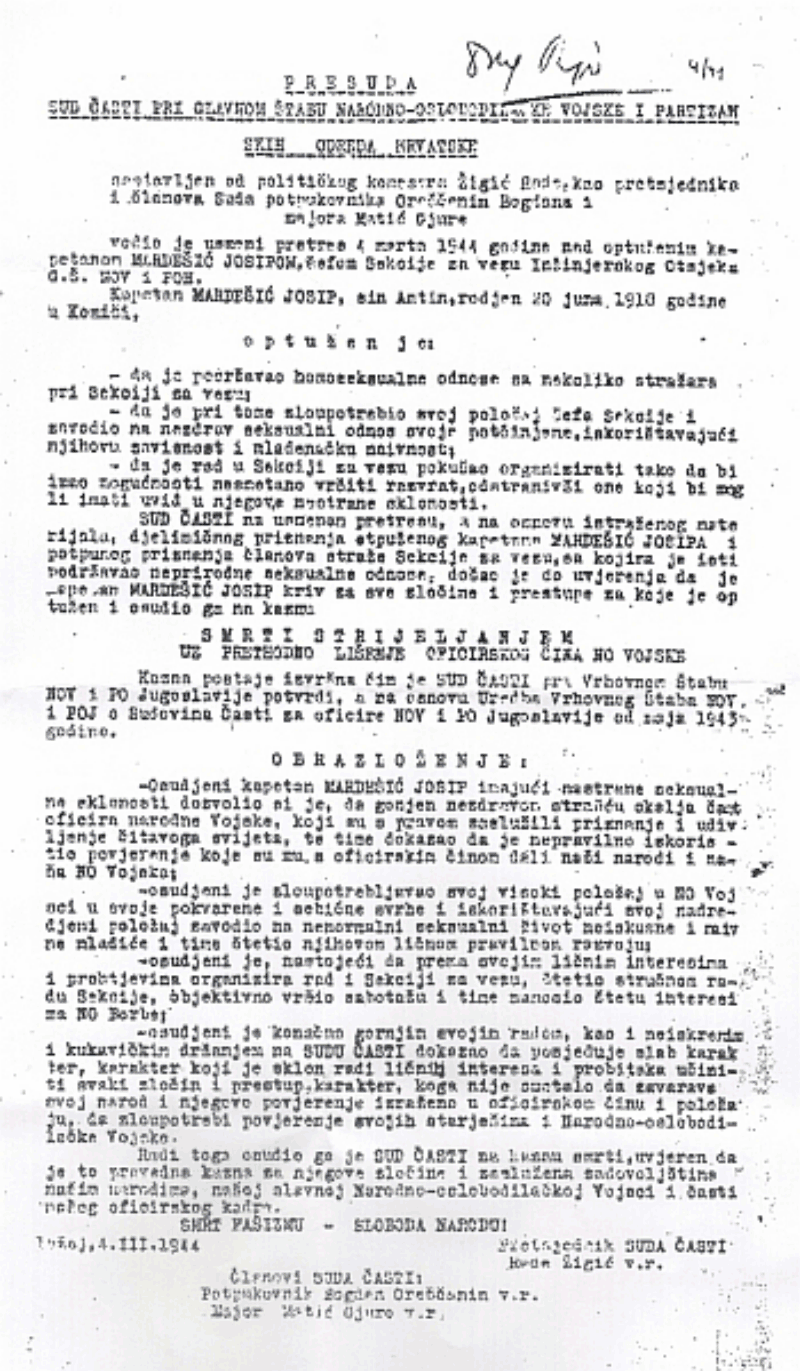
Veredicto marcial del Tribunal Partisano de 1944: el capitán partisano Josip Mardešić declarado culpable y condenado a muerte por practicar la homosexualidad.

Durante la existencia de la República Federal Socialista de Yugoslavia, la homosexualidad masculina era delito con hasta dos años de prisión bajo el código penal del 9 de marzo de 1951, aunque la represión de los homosexuales en Yugoslavia empezó justo después del final de la guerra. La situación cambió cuando Croacia, como una de las repúblicas de Yugoslavia, ganó mayor control sobre su poder legislativo. La reforma constitucional de Yugoslavia en 1974 resultó en la abolicióin del Código Penal federal, permitiendo que cada república crease el suyo propio. La República Socialista de Croacia creó su código penal en 1977 y legalizó la homosexualidad. Curiosamente el Colegio de Médicos Croata retiró la homosexualidad de la lista de enfermedades mentales en 1973, cuatro años antes de la introducción del nuevo Código Penal y 17 años antes de que la Organización Mundial de la Salud hiciese lo mismo. Aunque Croacia fuese miembro de Yugoslavia como un país socialista, nunca estuvo bajo el telón de acero, haciendo un país relativamente abierto que estuvo bajo una gran influencia de los cambios sociales que afectaron al mundo democrático.
Los años 1980 trajeron cambios a la visibilidad de la población LGBT. En 1985 Toni Marošević se convirtió en la primera persona abiertamente gay en un medio de comunicación, presentando brevemente un programa de radio en la Radio Joven (en croata: Omladinski radio) que lidiaba con asuntos marginales político-sociales. Más tarde reveló que la Liga de Comunistas de Croacia le pidió en varias ocasiones formar una fracción LGBT dentro del partido. La primera asociación de lesbianas (Iniciativa Lila) funcionó desde 1989 a 1990.
Los años 1990 trajeron una ralentización de los derechos LGBT como resultado de la disolución de Yugoslavia seguida de la guerra de independencia croata. La mayoría de las personas LGBT se involucraron en movimientos feministas, pacifistas y organizaciones verdes, además de unirse a campañas en contra de la guerra de Croacia. Siguiendo la independencia de Croacia en 1991, se formó la primera asociación LGBT con el nombre de LIGMA en 1992, aunque existió únicamente hasta 1997 debido a que el clima político-social no era favorable para tratar con los derechos LGBT. El único cambio significativo de esta década fue que la edad de consentimiento se igualó en 1998. La situación estuvo estancada hasta el año 2000, cuando la coalición de partidos de centro-izquierda dirigida por Ivica Račan relevó el poder a la Unión Democrática Croata (HDZ) después de diez años en el gobierno.
Los años 2000 fueron un punto de inflexión en la historia LGBT en Croacia, con la formación de varias asociaciones LGBT (con las primeras, LORI, en 2000, e ISKORAK, en 2002), la prohibición de todas las formas de discriminación anti-LGBT, incluyendo el reconocimiento de crímenes de odio basados en orientación sexual e identidad de género, la primera marcha del Orgullo Gay en Zagreb en 2002 y la introducción de una ley de uniones de hecho en 2003. Varios partidos políticos y los dos presidentes elegidos en los 2000 han apoyado los derechos LGBT. En todas las marchas del orgullo gay desde entonces han participado representantes políticos croatas.
Los años 2010 han venido marcados por la segunda marcha del orgullo gay en Split y la vuelta de la coalición de centro-izquierda después de ocho años de coalición liderada por los conservadores del HDZ entre los años 2003 y 2011. Justo después de las elecciones de 2011 la coalición de centro-izquierda anunció la expansión de los derechos LGBT mediante una nueva ley de uniones civiles. La nueva ley expandirá los derechos y obligaciones de las parejas del mismo sexo.

## Actividad sexual entre personas del mismo sexo
La actividad sexual entre personas del mismo sexo fue legalizada en 1977, ajustando la edad de consentimiento en 18 para homosexuales y 14 para heterosexuales. Se igualó en 1998 cuando se especificó en 14 años por el Código Penal croata, pero se cambió a los 15 para homosexuales y heterosexuales con la introducción de un nuevo código penal el 1 de enero de 2013.

## Reconocimiento de parejas del mismo sexo
En 2003, un año después de la primera marcha del orgullo LGBT, la coalición de gobierno de partidos de centro-izquierda aprobó una ley para uniones del mismo sexo. La ley garantiza a las parejas del mismo sexo que han cohabitado durante al menos 3 años unos derechos similares a las parejas solteras de distinto sexo en términos de herencia, apoyo financiero, pero no el derecho a adoptar o cualquier otro derecho incluido en el derecho de familia. Tampoco ningún derecho en términos de impuestos, propiedades compartidas, seguros médicos, pensiones, etc.
En 2005 el Parlamento croata rechazó una ley de registro de parejas propuesta por Šime Lučin (SDP) y el independiente Ivo Banac. Lucija Čikeš, miembro del HDZ llamó a tirar el proyecto porque “todo el universo es heterosexual, desde un átomo a la partícula más pequeña, desde una mosca a un elefante”. Otros argumentos a la objeción recogían que “el 85% de la población croata se considera católica, y la Iglesia está en contra de la igualdad homo y heterosexual”. Médicos y medios no apoyaron estos argumentos, advirtiendo de que los miembros del Parlamento tienen la obligación de votar en concordancia con la Constitución, donde se recoge la prohibición de la discriminación.
El 11 de mayo de 2012 el primer ministro croata Zoran Milanović anunció la expansión de los derechos de las parejas del mismo sexo mediante una nueva ley que reemplazaría la existente de parejas de hecho.

## Leyes sobre expresión de identidad sexual y de género
El cambio de sexo es legal en Croacia, así como la corrección del certificado de nacimiento, aunque el cambio de sexo es requerido para ello. Sin embargo, el 29 de mayo de 2012 el gobierno anunció que tomará medidas para proteger a las personas transexuales y transgénero. La cirugía de reasignación sexual no tendrá que ser declarada en el certificado de nacimiento, haciendo que esta información se mantenga en un ámbito privado. El mismo tratamiento de la ley se planea para las personas que aún no han pasado por una cirugía de reasignación sexual, pero que han comenzado con una terapia de sustitución hormonal. La coalición de gobierno propuso esta ley cuando estaba en la oposición en 2010, pero fue rechazada por el gobierno de derechas HDZ. De momento, la nueva ley ha pasado su primera lectura.

## Familias homoparentales
La adopción por parte de parejas LGBT no es legal en Croacia, aunque las personas solteras pueden adoptar, sin importar la orientación sexual. La mayoría de los miembros del gobierno elegido en diciembre de 2011 apoyan la adopción homoparental, aunque lo consideran un asunto delicado e irán paso a paso.
En mayo de 2012, el vice primer ministro y el ministro de Bienestar Social y Juventud en la coalición de Kukuriku expresaron su apoyo a la familia homoparental y afirmaron que Croacia debería progresar en esta materia para aceptarla y tolerarla, además de que la situación actual puede llevar a la discriminación de los hijos de estas familias, razón fundamental para seguir avanzando paso a paso en los derechos LGBT. Estas afirmaciones levantaron críticas en ONG debido a que las familias homoparentales en Croacia están desesperadas por soluciones legales a sus problemas del día a día, así que no se deberían perpetuar políticas discriminatorias, y en cambio crear soluciones aceptables y luchar en contra de la discriminación.
Vesna Pusić ha apoyado completamente a las familias homoparentales. En julio de 2012, el ministro de Veteranos de Guerra y Predrag Matić, miembro del partido socialdemócrata de Croacia también expresaron su apoyo a la adopción LGBT, así como que la sociedad no debe vacilar en conseguir igualdad de derechos debido a la presión de la derecha y círculos radicales. Estas afirmaciones se vieron como un gran paso debido a que las asociaciones de veteranos de guerra generalmente están asociadas a las políticas de derecha. El ministro de Economía Ivan Vrdoljak dijo que la adopción LGBT debería ser legal, y expresó su esperanza de que el Gobierno la legalizase antes del final de su mandato en 2015. El 12 de diciembre de 2013 se presentó una nueva ley de uniones civiles, aunque aún no se sabe si incluirá la adopción LGBT o no.

## Acceso a la fecundación in vitro
En 2009 el gobierno del partido de la Unión Democrática Croata (HDZ) aprobó una controvertida ley restringiendo el acceso a la fecundación in vitro únicamente a parejas casadas y a parejas heterosexuales que prueben que han convivido durante al menos tres años. En un primer momento, el HDZ quería restringir la fecundación in vitro únicamente para parejas casadas, pero la gran presión pública hizo que se remendara la propuesta para permitirla también a parejas heterosexuales solteras. La Iglesia católica apoyó activamente la primera propuesta de la ley, recomendando que la fecundación in vitro sólo debería garantizarse a personas casadas. El HDZ se declara como un partido de democracia cristiana, por lo que el ministro de Sanidad y Bienestar Social, Darko Milinović indicó que el gobierno tomaría la posición de la Iglesia muy seriamente.
En diciembre de 2011, la nueva coalición electa de izquierdas anunció que la modernización de la ley de fertilización in vitro sería una de sus prioridades. Los cambios propuestos a la ley incluirían el acceso de mujeres solteras a esta técnica, así como cambios sobre la congelación de embriones y la fertilización de los óvulos. La oposición de la Iglesia católica fue inmediata, afirmando que no se les involucró en la discusión. La Iglesia comenzó una petición en contra de la ley, pero el ministro de Sanidad Rajko Ostojić dijo que la ley seguiría su curso. Cuando se le preguntó su opinión sobre las parejas de lesbianas que tuviesen acceso a la fecundación in vitro simplemente dijo “Ser gay está bien”.
El 13 de julio de 2012 la nueva ley entró en vigor con 88 diputados votando a favor, 45 en contra y 2 abstenciones. Miembros del partido HNS, miembros de la coalición del gobierno también querían que las parejas de lesbianas fuesen incluidas en esta ley, y expresaron su decepción de que su enmienda no fuese aceptada. Más tarde se explicó que la ley sólo trata la infertilidad, y que los asuntos que conciernen a la familia homoparental serán incluidos en futuras leyes.

## Discriminación
La ley anti-discriminación sexual incluye la orientación sexual, la identidad de género y la expresión de género como bases para la prohibición de la discriminación en el acceso a servicios públicos y privados, así como establecimientos públicos.
Otras directivas antidiscriminación incluidas en leyes desde 2003 son:
- El código Penal incluye en delito de odio la discriminación racial o cualquier otra discriminación
- Ley de igualdad de géneros
- Ley de procedimiento criminal
- Ley de Ciencia y Estudios Superiores
- Ley de medios informativos
- Ley de medios electrónicos (antidiscriminación basado en orientación sexual, identidad de género y expresión de género)
- Ley sobre uniones de hecho entre parejas del mismo sexo
- Código de trabajo
- Ley del deporte
- Ley de asilo
- Ley de voluntariado (antidiscriminación basado en orientación sexual, identidad de género y expresión de género)

En 2009, el Comité Europeo de Derechos Sociales encontró algunas afirmaciones en el libro de texto obligatorio de Biología, encontrándolas discriminatorias y violando las obligaciones de Croacia bajo la Carta Social Europea. Estas afirmaciones incluían: “Muchos individuos son propensos a tener relaciones sexuales con personas de su mismo sexo […] Se cree que los padres tienen la culpa porque impiden el desarrollo sexual correcto de sus hijos mediante las irregularidades en sus relaciones de familia. Hoy en día se ha hecho evidente que las relaciones homosexuales son las principales culpables del aumento de la extensión de enfermedades de transmisión sexual (por ejemplo, el SIDA)”, o “La enfermedad [SIDA] se ha extendido entre grupos de personas promiscuas que cambian a menudo de pareja sexual. Ese tipo de gente son homosexuales por sus contactos sexuales con numerosas parejas, drogadictos (…) y prostitutas”.
En noviembre de 2010, el informe anual de la Comisión Europea sobre progreso de Croacia como candidata declaraba preocupantes el número de incidentes homofóbicos y que las instituciones deben hacer mayores esfuerzos para combatir crímenes de odio. El Parlamento Europeo, como destaca en su resolución de 2010, expresa su preocupación ante el resentimiento en contra de la minoría LGBT en Croacia, evidenciado recientemente por los ataques homofóbicos a los participantes de la marcha del Orgullo LGBT de Zagreb, e insta a las autoridades croatas a condenar y perseguir políticamente el odio y la violencia en contra de cualquier minoría, además de invitar al gobierno croata a implementar y hacer cumplir la ley anti-discriminación.
El 1 de marzo de 2013, el ministro de Ciencia, Educación y Deporte, Željko Jovanović anunció que su ministerio comenzará a retirar todo contenido homófobo de los libros de texto usados en colegios de educación primaria y secundaria de Croacia, haciendo hincapié en los libros de educación religiosa, siendo esta opcional en Croacia.

## Legislación contra los crímenes de odio
Desde 2006 el país recoge en su legislación los crímenes de odio, cubriendo la orientación sexual. Esta ley fue aplicada por primera vez en 2007, cuando un hombre atacó violentamente la marcha del Orgullo LGBT de Zagreb y fue acusado y condenado a 14 meses de prisión. La policía arrestó a Josip Šitum, de 25 años y fue acusado de crimen de odio por intentar lanzar cinco o seis cócteles Molotov en la marcha del Orgullo de Zagreb. Este fue el primer procesado por un crimen de odio desde la introducción del nuevo código penal en junio de 2006. Josip Šitum fue sentenciado en primera instancia a 14 meses de cárcel y 14 meses de terapia psiquiátrica obligatoria en febrero de 2008. En su defensa reivindicó su “fé católica y ser creyente” y que estaba “preocupado por eventos como el Orgullo Gay y quería crear conciencia por este problema”. La corte decidió mantener a Josip Šitum en custodia, habiendo estado ya ocho meses, hasta que el fallo de la corte finalizara. La Oficina del Fiscal del Estado declaró, después de la condena, que estaban descontentos con la duración de la pena de prisión y pidieron que aumentase. El 1 de enero de 2013, el nuevo Código Penal introdujo el reconocimiento de los crímenes de odio basados en la identidad de género.

### Cooperación con la Policía
Las asociaciones LGBT han colaborado con la policía desde 2006 cuando Croacia reconoció los crímenes de odio basados en orientación sexual. Como resultado de tal cooperación, la policía ha incluido educación sobre los delitos de odio contra las personas LGBT en su currículo en 2013. En abril de ese mismo año, el ministro del Interior, Ranko Ostojić, junto con su ministerio y varias asociaciones LGBT lanzaron una campaña nacional animando a que las personas LGBT comunicaran los crímenes de odio. La campaña incluyó vallas luminosas en cuatro ciudades (Zagreb, Split, Pula y Osijek), repartiendo folletos en esas ciudades y en comisarías de todo el país.

## Donación de sangre
De acuerdo a las regulaciones del Instituto Croata de Transfusiones (Hrvatski zavod za transfuzijsku medicinu) las personas que practican actos sexuales con personas del mismo sexo tienen prohibida la donación de sangre.

## Servicio militar
Las personas LGBT no están excluidas del servicio militar. Algunos informes sugieren que la mayoría de los gais que sirven en el ejército mantienen su orientación sexual en privado. Otros informes y experiencias personales indican que las Fuerzas Armadas Croatas tratan seriamente la discriminación y no toleran la homofobia entre sus miembros.

## Condiciones de vida

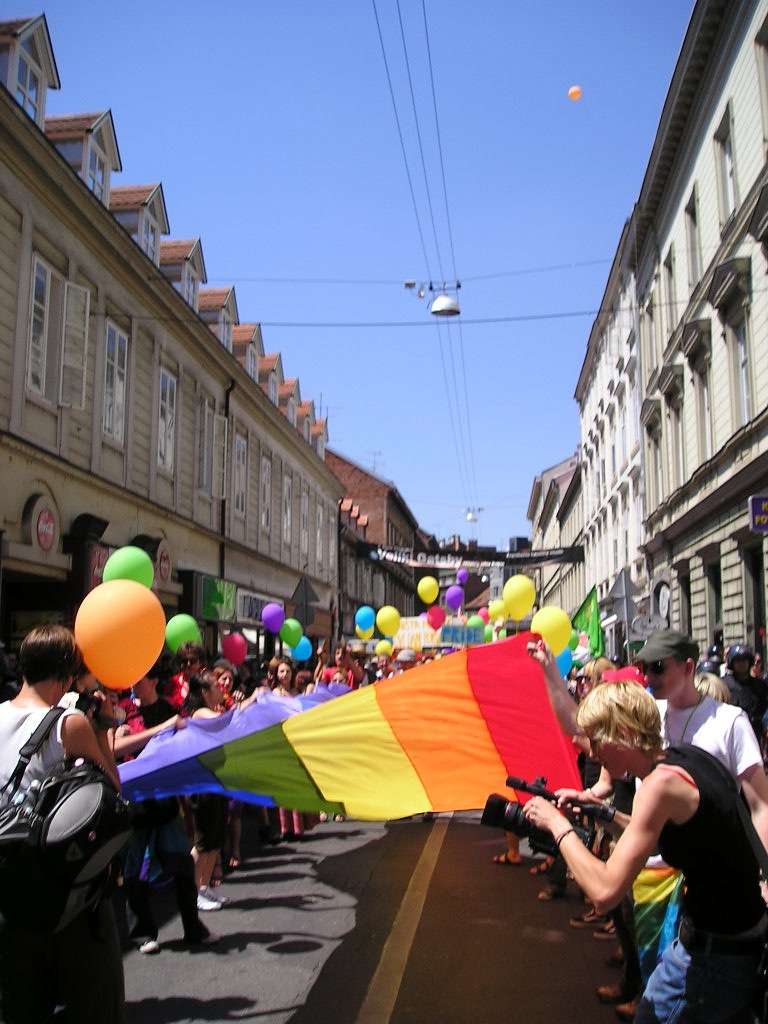
Orgullo Gay de Zagreb en 2007

La aceptación de las personas LGBT en Croacia está creciendo. El ambiente gay y la mayor parte de las actividades están concentradas en las grandes ciudades. La escena gay está creciendo alrededor de todo el país, así como el número de grupos activistas LGBTIQ. La capital, Zagreb, acoge la mayor escena gay, incluyendo bares, clubs y otras actividades y lugares gay friendly como una guía oficial para la comunidad LGBT. Zagreb es también el lugar del primer centro LGBT de Croacia y la organización Orgullo Zagreb, que promueven actividades en pro de la igualdad, incluyendo el festival Queer de Zagreb o el Queer MoMenti (programa mensual de cine queer). Otros lugares gay-friendly que organizan fiestas gay o tienen bares, clubs o playas son Rijeka, Split, Osijek, Hvar, Rab, Rovinj o Dubrovnik.

### Orgullo LGBT
La primera marcha del Orgullo Gay de Croacia se llevó a cabo el 29 de junio de 2002 en la capital, Zagreb. Desde entonces se ha convertido en un evento anual. El apoyo público está creciendo y el número de participantes crece rápidamente año tras año, incluso tras ciertas muestras de violencia en años anteriores. El Orgullo organizado en 2013 ha sido el mayor hasta la fecha con una cifra récord de 15.000 participantes.